# John D. Rockefeller
John D. Rockefeller   (Richford, 8 de juliol de 1839 - Ormond Beach, 23 de maig de 1937) va ser un empresari, inversor, industrial i filantrop nord-americà, que va treballar en la indústria petroliera, arribant al punt de monopolitzar-la. A mesura que la indústria del petroli i els seus derivats anava agafant importància la seva fortuna anà creixent, fins a ser la primera persona a superar els 1.000 milions de dòlars. Ajustada a la inflació és possiblement l'home més ric de la història. Va formar part del grup d'empresaris conegut com «barons lladres» de la Edat Daurada de la indústria als Estats Units.
Va ser el fundador i president de la Standard Oil, una gegantesca companyia que va arribar a controlar l'extracció, refinat, transport i distribució de més del 90% del petroli dels Estats Units i va sostenir monopolis sencers (en forma d'inversions) en múltiples països estrangers. Durant un període de més de quaranta anys, va consolidar la Standard Oil com la companyia petroliera més gran de món, revolucionant la indústria en tots els seus nivells i demostrant una extraordinària i implacable capacitat competitiva. D'altra banda, va dedicar gran part de la seva fortuna i recursos a nombroses donacions, fundacions i programes, sent el fundador de la Universitat de Chicago, una de les universitats més prestigioses del món, bressol de 87 Premis Nobel, així com de la Universitat Rockefeller a Nova York, a més d'impulsar nombroses àrees de l'educació, la ciència i la medicina.
Els seus èxits empresarials són tant destacables com controvertits, ja que mitjançant astúcia, enginy i molta dedicació, va ascendir en el món empresarial, va aixecar un extens imperi que es va estendre fins a un punt que cap altra empresa en la història ha aconseguit arribar fins avui dia. Assenyalat per les seves pràctiques monopolistes, va ser denunciat per periodistes i investigadors, i a la llarga el govern dels Estats Units va haver d'enfrontar a ell, aconseguint portar davant els tribunals i aconseguint després d'anys sencers de litigis que es dictés la separació de la seva gegantina companyia petroliera, separació que va trigar molt de temps a materialitzar-després de dictada.
Rockefeller fins ara és l'únic cas d'un empresari que va arribar a construir un monopoli pur (en la dissolució finalment va haver d'intervenir el mateix govern dels Estats Units) i que de fet va marcar en profunditat el desenvolupament de la indústria petroliera a escala mundial.
És considerat com l'home més acabalat de la història mundial i és el fundador de la mítica família de milionaris que encara persisteix avui dia, amb el seu mateix cognom i poder econòmic. Els seus negocis no només van abastar els Estats Units, sinó que es van estendre a altres llocs, com Europa i Llatinoamèrica. De fet, la seva família va continuar controlant la indústria petroliera en aquesta última regió durant més de sis dècades després de la mort del magnat.

## Biografia

### Infància
John Davison Rockefeller va néixer a Richford (Nova York), el 8 de juliol de 1839, en una família de classe mitjana descendent d'immigrants alemanys e irlandesos. La seva mare, Eliza, era una dona molt organitzada i dedicada a atendre la seva família; i el seu pare, William Avery Rockefeller, un venedor ambulant, no va ser precisament un model de fidelitat conjugal ni un exemple per als seus sis fills. Allunyat del nucli familiar per llargs períodes, quan tornava les seves butxaques en general estaven plenes de diners i increïblement tornava carregat de regals per a la seva dona i els seus fills. Molt més tard, John descobriria que el seu pare no era més que un impostor, que visitava les reserves indígenes venent-los als seus habitants tota mena d'objectes, negoci que posteriorment va ser molt més rendible quan es va dedicar a la venda de productes farmacèutics, que s'anunciaven com a panacea per a qualsevol malaltia.
De la seva mare Eliza va heretar no només el físic, sinó també l'estricta moral calvinista, a més de molts dels principis bàsics de la seva vida, entre ells l'ordre i la dedicació.
John Davison va demostrar ser des de molt jove esser intel·ligent i aplicat. Es va mudar amb la seva família a Cleveland, Ohio, on el seu pare havia aconseguit una millor oportunitat de treball. Allà va estudiar a diversos col·legis públics.
Ja des de molt jove Rockefeller va mostrar gran interès pels negocis. De fet, recol·lectava pedres per pintar-les i després vendre als seus companys, els pagaments els dipositava en un flascó blau, que ell mateix va denominar més tard com la seva primera «caixa forta», que guardava gelosament a la seva habitació, aconseguint, a la llarga, guanyar la petita fortuna de 50 dòlars, que per a l'època representava una suma de diners considerable. Rockefeller recordava posteriorment que va ser llavors quan va poder aprendre una de les lliçons més valuoses de la seva vida, quan un dia un amic del seu pare va anar a casa a demanar-li un préstec per saldar un parell de deutes que estaven a punt de vèncer. El seu pare no tenia els diners, però ell sí, i va acordar prestar-los amb un interès del 7%. Rockefeller es sorprendria posteriorment quan, al cap d'un any, va rebre una suma monetària molt superior a la que havia donat originalment.
D'allà en endavant, tots els guanys serien religiosament comptabilitzades en una llibreta anomenada «el registre A» i va començar a fonamentar la mentalitat que el portaria a triomfar anys més tard.

### Carrera primerenca

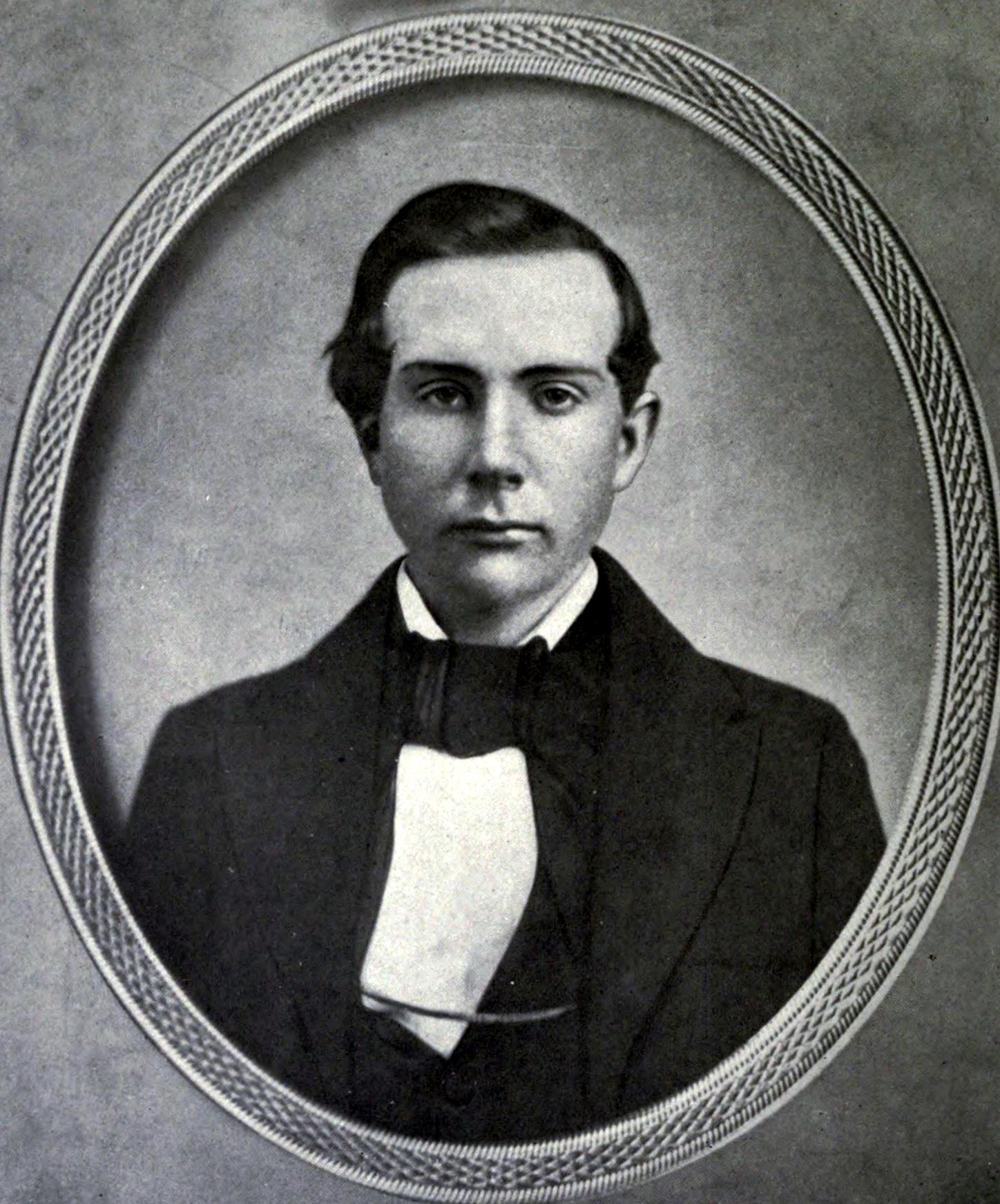
Rockefeller als divuit anys

El seu innat gust pels negocis el va estimular encara més a l'escola comercial de Cleveland, d'on va sortir als setze anys. Aquest mateix any va obtenir la seva primera ocupació en una empresa de corredors i comerciants en grans, on va treballar amb general beneplàcit sense fixar-se en horaris, perdut en aquest mar de xifres que tant l'apassionava. A la nit, al llit, repassava mentalment les operacions financeres del dia, tractant de descobrir en què podria haver obtingut millors guanys.
Ja als seus setze anys, John Davison Rockefeller era comptable a Cleveland i mostrava una gran competència en aquesta branca, treballant per a la signatura Hewit and Tuttl i altres empreses, arribant al punt que, al tercer any en el susdit sector, ja guanyava 600 dòlars anuals (una suma considerablement alta, tenint en compte que era l'any 1857), però quan li van negar un augment de 200 dòlars, va decidir instal·lar un negoci per compte propi. Tenia estalviats 800 dòlars, però encara li faltaven uns altres 1000 per crear la seva primera signatura de corretatge. El seu pare se'ls va avançar amb un interès anual del 10%, fins que aconseguís la majoria d'edat. Així va fundar, amb el seu soci el Sr. B. Clark, la signatura Clark & Rockefeller, que va obtenir, en el primer any, beneficis per 4000 dòlars i en el segon va quadruplicar la suma.
Però tot i la gran quantitat de diners que guanyava, no se sentia complagut, ja que desitjava arribar molt més lluny i estava decidit a aconseguir-ho.

### La Guerra Civil i l'origen del negoci petrolífer

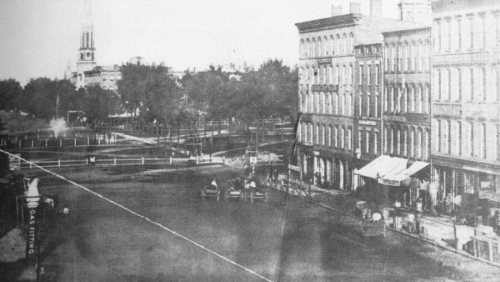
Cleveland l'any 1857

L'esclat de la Guerra Civil l'any 1861 va ser la clau de la seva fortuna. Igual que molts homes del Nord acabalats que van evitar el combat, Rockefeller va contractar a soldats substituts perquè ocupessin el seu lloc en l'exèrcit, i va donar diners a la causa de la Unió. Mentre el seu germà Frank lluitava a la Guerra Civil, John es va ocupar dels seus propis negocis. Sent un convençut abolicionista que havia votat pel president Abraham Lincoln, va recolzar a l'aleshores nou Partit Republicà. com va dir, "Déu em va donar diners", i no es va disculpar per això, assumint la frase del predicador metodista John Wesley: "Guanya tot el que puguis, guarda tot el que puguis i dona tot el que puguis".
L'any 1862, Rockefeller tenia vint-i-tres anys, i va invertir 4000 dòlars com a soci comanditari en la nova firma Clark, Andrews & Co. En el seu primer any de negocis, Clark i Rockefeller van obtenir uns guanys de 4400 dòlars (amb gairebé mig milió de dòlars en negocis), que es van convertir en 17.000 dòlars a l'any següent. Els seus beneficis es van disparar amb l'auge de la Guerra Civil, a causa de les grans quantitats d'aliments i de subministraments requerits per l'Exèrcit de la Unió. Dos anys abans de la fi de la Guerra Civil (que finalitzaria el 1865), i amb la perspectiva que els guanys del període de guerra s'anaven a acabar, Clark i Rockefeller van centrar la seva atenció en el refinament del petroli cru.
En aquella època, el govern federal estava subvencionant l'explotació de petroli, augmentant el preu de 0,35 dòlars per barril el 1862 fins als 13,75 dòlars. Això va crear un excés de perforació petroliera, amb milers d'especuladors que van intentar fer fortuna. La majoria va fracassar, però els que van trobar petroli ni tan sols van haver de ser eficients. Feien forats a terra i recollien el petroli com podien, fent que rierols i rius fluïssin amb el petroli desaprofitat en comptes d'amb aigua.
Hi havia un mercat per al petroli refinat en forma de querosè. El carbó s'havia utilitzat prèviament per extreure querosè, però el seu tediós procés d'extracció i el seu alt preu impedia el seu ús generalitzat. Fins i tot amb els alts costos del transport de càrrega i un impost de govern durant la Guerra Civil (el govern va imposar un impost de vint centaus per galó al petroli refinat), els guanys de la venda del producte refinat eren grans. El preu del petroli refinat l'any 1863 era al voltant de 13 dòlars per barril, amb un marge de benefici del voltant de 5 a 8 dòlars per barril. Les despeses de capital per a una refineria en aquest moment eren petits: entre 1 i 1,5 dòlars per barril, i requerien només uns pocs homes per operar.
En aquest ambient d'auge malgastador, els socis van canviar del comerç d'aliments al del petroli, construint una refineria l'any 1863 a "The Flats", on més endavant seria la florent àrea industrial de Cleveland. La refineria era propietat directa d'Andrews, Clark & Company, que estava composta per Clark i Rockefeller, el químic Samuel Andrews i els dos germans de M. B. Clark. El negoci petrolier comercial estava llavors en la seva infància. L'oli de balena s'havia tornat massa car per a les masses, i es necessitava un combustible d'il·luminació d'ús general més barat.
Mentre que altres refineries transformaven un 60% del petroli en querosè, llançant el 40% restant en rius i grans basses de fangs, Rockefeller va seguir sent tan econòmicament eficaç com sempre, utilitzant la gasolina per alimentar la refineria i venent la resta com oli lubricant, vaselina i cera de parafina i altres subproductes. El quitrà s'utilitzava per pavimentar, i la nafta s'enviava a les plantes de gasificat. De la mateixa manera, les refineries de Rockefeller van contractar als seus propis instal·ladors de canonades, reduint a la meitat el seu cost. Els barrils que costaven 2,50 dòlars cadascun, van acabar costant tan sols 0,96 dòlars quan Rockefeller va comprar la fusta i els va fer construir directament a la seva empresa.
Al negar-se el seu soci Clark a expandir la signatura (li feia por el passiu de 100 000 dòlars), van decidir subhastar l'empresa. El 2 de febrer de 1865, la companyia va sortir a subhasta, i les licitacions van pujar ràpidament. Clark, decidit a quedar-se amb la signatura, va oferir 72 000 dòlars. però Rockefeller, impertorbable, va respondre amb 72 500 dòlars i es va quedar amb la companyia. El negoci, que d'ara endavant es diria  Rockefeller & Andrews , passant a ser la refineria més gran de Cleveland, amb una capacitat de 500 barrils per dia.
L'any 1867, Henry Morrison Flagler es va convertir en el seu soci, i es va fundar la firma Rockefeller, Andrews & Flagler. A l'any següent, amb la pràctica contínua de prestar diners i reinvertir els guanys, controlar els costos i usar els subproductes de la seva activitat, la companyia va passar a posseir dues refineries de Cleveland i una subsidiària de comercialització a Nova York, i s'havia convertit en la refineria de petroli més gran de món. l'empresa Rockefeller, Andrews & Flagler va ser la predecessora de la Standard Oil Company.
En aquella època, es deia que John Davison Rockefeller només havia de mostrar-los als seus competidors seva cartera d'inversions i propietats, perquè aquests decidissin vendre o negociar amb ell. Altrament podien estar segurs que Rockefeller s'encarregaria d'arruinar-los i portar-los a la fallida.
Ja des de llavors Rockefeller mostrava la seva mentalitat d'home de negocis depredador, buscant l'expansió de les seves empreses, l'augment de les seves inversions i l'eliminació progressiva de la competència sigui com sigui. L'astut i intel·ligent empresari faria en el futur moltes maniobres que reflectirien la seva visió i en més d'una ocasió demostraria la seva efectivitat a l'hora de sobreposar-se als altres.

### Laconquestade Cleveland i l'expansió nacional

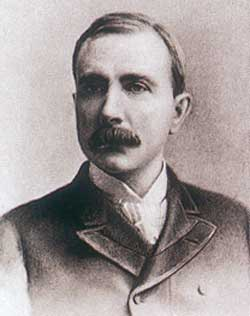
Rockefeller l'any 1875

A la fi de la Guerra de Secessió, Cleveland era un dels cinc principals centres de refinació als Estats Units (a més de Pittsburgh, Nova York i la regió de nord-oest de Pennsilvània, d'on procedia la major part del petroli). Cap a l'any 1869, la capacitat de refinació de querosè era el triple de la necessària per proveir el mercat, i la capacitat es va mantenir en excés durant molts anys.
El següent pas de Rockefeller va ser negociar en secret amb el ferrocarril tarifes preferencials, i aquest descompte va ser una arma essencial per fundar el 10 de gener de 1870 una nova societat, amb 1 milió de dòlars de capital: la Standard Oil, que va absorbir a l'empresa Rockefeller & Andrews, que venia d'una ràpida expansió. A causa que la Standard Oil havia estat creada per Rockefeller, el seu germà William i diverses persones més, Rockefeller va passar a liderar la companyia.
Els ferrocarrils competien ferotgement pel trànsit del petroli i, en un intent de crear un càrtel per controlar les tarifes de noli, van formar la South Improvement Company, oferint ofertes especials a clients a granel com la Standard Oil. El càrtel va oferir a la companyia un tracte preferencial com expedidor de grans volums, que incloïa importants descomptes i rebaixes de fins al 50% per als seus productes, dels quals no gaudien els productes de la competència.
Part d'aquest acord va ser l'anunci d'un fort augment del preu general dels nolis. Això va desencadenar una tempesta de protestes de propietaris independents de pous petrolífers, inclosos boicots i vandalisme, el que va conduir a la descoberta de la participació de la Standard Oil en l'acord. Una important refineria de Nova York, encapçalada per Charles Pratt i Henry Huttleston Rogers, va liderar l'oposició a aquest pla, i els ferrocarrils aviat van retrocedir. L'estat de Pennsilvània va revocar l'acord del càrtel i, de moment, es van restablir les taxes no preferencials. Si bé els seus competidors es van poder sentir perjudicats, les maniobres de Rockefeller van fer que els consumidors nord-americans obtinguessin querosè i altres derivats del petroli més barats. Abans de 1870, la llum dels quinqués estava sol a l'abast dels rics, proveïda pel costós oli de balena. Durant la dècada següent, el querosè es va convertir en un producte assequible per a les classes treballadores i mitjanes.
Ara John Davison Rockefeller controlava una vasta xarxa de refineries. A més, com ell mateix havia determinat que el negoci del petroli podia generar guanys des de més d'un enfocament, va portar a l'empresa a desenvolupar sistemes propis d'extracció i transport del cru com els oleoductes, controlant així tots els aspectes de la producció petroliera.
El 1870 la Standard Oil era una de les principals refineries del centre dels Estats Units i ja l'any 1872, juntament amb dos dels més importants refinadors de Pittsburgh i Filadèlfia, van poder manejar al seu antull les tarifes amb els ferrocarrils. La Standard Oil refinava una quarta part de tota la producció de petroli de país, i eliminant de mica en mica a la competència, es va convertir en un poderós monopoli que refinava el 95% de la capacitat total dels Estats Units. el seu equip directiu estava format per un conjunt dels més capaços financers de país. Tots eren milionaris. Per Rockefeller, l'elecció del personal sempre havia estat un ingredient importantíssim; triava als més capaços i entusiastes.

## LaStandard Oil Trust, monopoli total

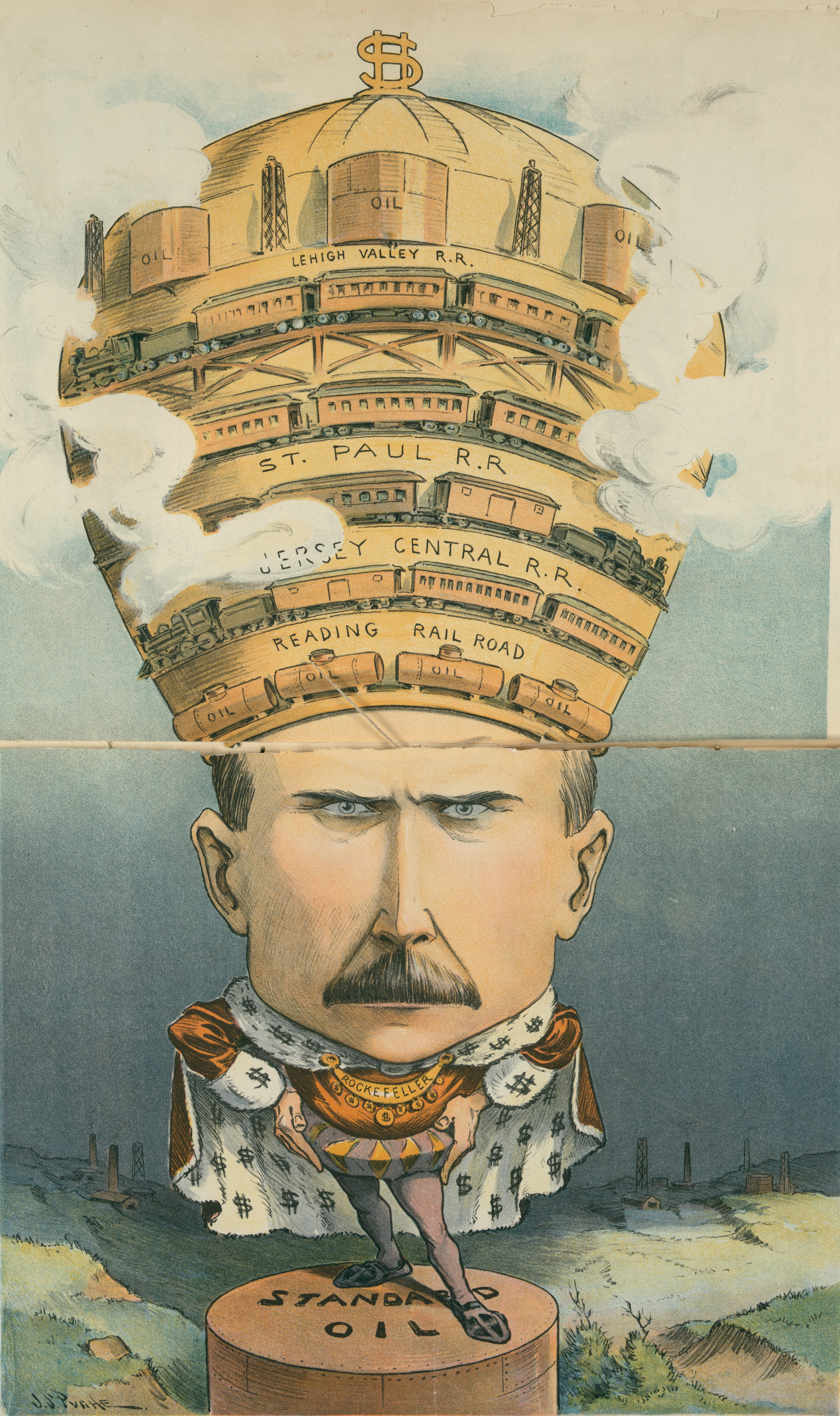
Caricatura de Rockefeller de 1901 a la revista Puck

A conseqüència de totes aquestes maniobres, Rockefeller havia instaurat el seu poder sobre la indústria petroliera, però ara desitjava afermar-lo de manera total. Per això va decidir procedir a la creació de la Standard Oil Trust. Aquesta seria una espècie d'extraordinari grup d'empreses empresarial que concentraria diverses inversions en el món del petroli i els combustibles, no només als Estats Units sinó en diversos altres països de món.

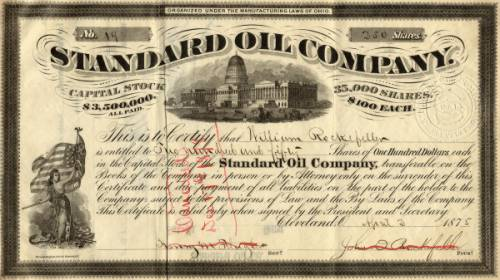
Acció de la Standard Oil

La creació d'aquesta entitat, es va basar en una idea que Rockefeller va crear, per evitar ser acusat de monopoli per les autoritats, atès que ja en aquells dies el govern començava a intervenir en la reglamentació de la lliure competència entre empreses. A causa d'això, Rockefeller no podia adquirir de la forma habitual totes les empreses que desitjava controlar, perquè de fer-ho, les autoritats podrien intervenir impedint les adquisicions. La solució va ser la creació del Trust, terme que en anglès significa: «confiança», i que es referia a una concentració d'empreses sota una mateixa direcció. El control legal de les societats constituents es conferia a la junta d'administradors, canviant-les accions de les companyies pels certificats del trust. D'aquesta manera, Rockefeller aconseguia reunir diferents empreses sota una mateixa direcció central, amb la finalitat d'exercir un control de les vendes i la comercialització del 'petroli.
La idea de Rockefeller es va materialitzar l'any 1882, creant-se així la Standard Oil Trust, que va ser el primer monopoli del món, abastant tota la indústria petroliera nord-americana, controlant els processos d'extracció, refinament, transport, distribució i venda de tots els productes derivats del 90% de tot el petroli dels Estats Units i sostenint operacions, inversions i activitats en desenes d'altres països.

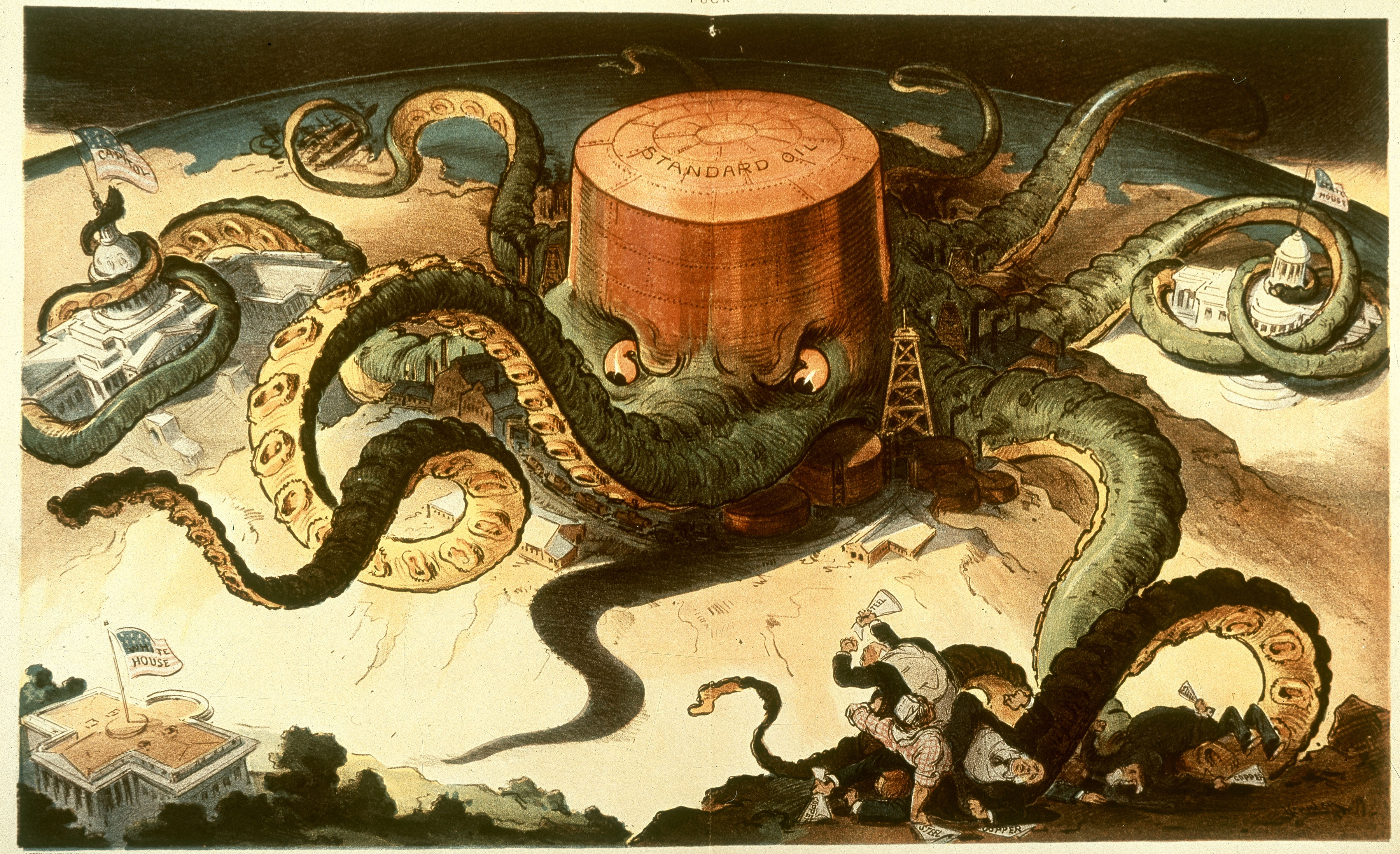
La por davant els monopolis ("trusts") es mostra en aquest atac a la Standard Oil Company

El vast imperi americà de la companyia incloïa 20.000 pous, 6400 km d'oleoductes, 5000 cisternes per al transport ferroviari i més de 100.000 empleats. La seva participació en el refinament mundial del petroli superava el 90%, però a poc a poc va caure a aproximadament el 80% durant la resta de segle. tot i la formació del fideïcomís i de la seva immunitat davant de qualsevol competència, en la dècada de 1880 la Standard Oil havia arribat al punt àlgid de poder sobre el mercat mundial del petroli. Rockefeller finalment va abandonar el seu somni de controlar totes les refineries de petroli del món; més tard va admetre: "Ens vam adonar que el sentiment públic estaria en contra nostre si realment refinéssim tot el petroli". Amb el temps, la competència estrangera i les noves troballes de petroli en altres parts de món van erosionar el seu domini. A principis de la dècada de 1880, Rockefeller va crear una de les seves innovacions més importants. En lloc de tractar d'influir directament en el preu del petroli cru, la Standard Oil havia estat exercint un control indirecte alterant els costos de l'emmagatzematge del petroli per adaptar-se a les condicions de mercat. Després va ordenar l'emissió de certificats contra el petroli emmagatzemat a les plantes de refinament. Aquests certificats van ser comercialitzats pels especuladors, creant així el primer mercat de futurs de petroli que va establir efectivament els preus de mercat a partir d'aquest moment. La Borsa Nacional del Petroli es va obrir a Manhattan a finals de 1882 per facilitar el comerç de futurs de petroli.
Tot i que el 85% de la producció mundial de cru encara provenia de Pennsilvània en la dècada de 1880, el petroli dels pous perforats a Rússia i Àsia va començar a arribar al mercat mundial. Robert Nobel havia establert la seva pròpia empresa de refinatge en els abundants i més barats camps petroliers russos, inclòs el primer oleoducte de la regió i el primer vaixell petrolier del món. Els Rothschild de París es van introduir en el negoci, proporcionant finançament. Es van descobrir camps addicionals a Birmània i Java. Encara més crític, la invenció de la bombeta elèctrica va començar a erosionar gradualment el domini del querosè per a la il·luminació. La Standard Oil es va adaptar desenvolupant la seva presència a Europa, expandint-se a la producció de gas natural en els Estats Units i després produint gasolina per a automòbils, que fins aleshores s'havia considerat un producte de rebuig.
Aquest va ser l'epítom de l'extraordinària carrera empresarial de Rockefeller, que va ser l'home més acabalat dels Estats Units i possiblement del món.

## Els Estats Units contra Rockefeller
Ja a finals de la dècada de 1880, el govern dels Estats Units, estava centrant la seva atenció en l'immens desenvolupament del sector privat de país. En aquest moment, el govern dels Estats Units estava decidit a reglamentar, per permetre el desenvolupament equilibrat i just de les inversions i les companyies, buscant establir la lliure competència, en un país on tal cosa no existia. Per descomptat, per dur a terme tal projecte de reforma era necessari demostrar que no es permetrien monopolis, i l'única forma de provar-era suprimint al més gran i poderós de tots, la Standard Oil, que gràcies a la Standard Oil Trust, als seus múltiples inversions i al seu domini de la indústria, controlava gairebé íntegrament el petroli nord-americà i gran part del petroli del món.

L'Exxon Mobil, és la més gran de les trenta successores de la Standard Oil

El govern va haver d'enfrontar-se a Rockefeller per poder aplicar les noves mesures anti-monopoli que plantejaven

D'aquesta manera, el govern es va preparar per enfrontar-se a l'home més poderós d'Amèrica del Nord, Rockefeller, i portar-lo davant els tribunals. Tot i que van ser molts els periodistes i investigadors, tant públics com privats, els que van exposar el monopoli de Rockefeller, al govern li va resultar molt difícil fer front al poderós magnat i al seu imperi. Van ser necessaris anys sencers de litigis només per portar-lo davant tribunals, ja que John D. Rockefeller va disposar del seu exèrcit d'advocats per defensar els seus interessos.

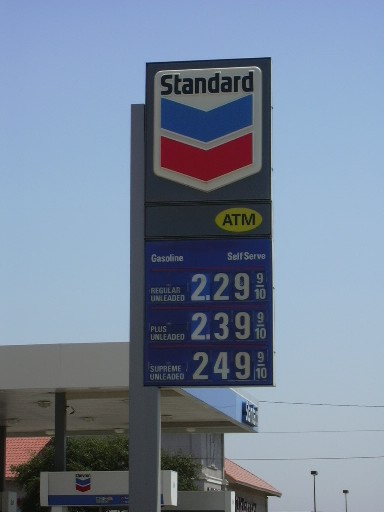
Chevron manté en el seu logo una referència a la seva antecessora, Standard Oil

Finalment, es va plantejar el cas davant el Tribunal Superior de Justícia d'Ohio, que va decretar a la Standard Oil Trust com un monopoli il·legal i va ordenar la seva dissolució per violar la Llei Sherman Antitrust. En aquells dies, la companyia encara posseïa una participació del 70% del mercat de petroli refinat, però només el 14% del subministrament de petroli cru d'EE. UU. La decisió va ser apel·lada per Rockefeller, però va perdre. Així i tot, amb tot i les exigències de la cort, el monopoli no es va dissoldre com a tal fins a 1899, atès que si bé va accedir a desactivar la Standard Oil Trust, l'imperi petrolífer de Rockefeller ja estava més que consolidat, i aquest any John Davison Rockefeller va establir la Standard Oil Company a Nova Jersey, sent el seu president fins a la seva jubilació el 1911. Aquest mateix any l'empresa es va dividir en 37 diferents corporacions per ordre de Tribunal Superior de Justícia dels Estats Units, que va considerar a la companyia massa gran i poderosa en la indústria com per continuar unida. Així i tot, Rockefeller va continuar mantenint el 30% de les accions de totes aquestes companyies i la seva família va continuar mantenint la majoria de la resta de les accions, de manera que la seva fortuna no es va veure afectada.
Tant Rockefeller com tots els altres accionistes van rebre un pagament proporcional per la seva participació en cadascuna de les 34 companyies. Com a conseqüència, el control de Rockefeller sobre la indústria petroliera es va reduir una mica, però en els següents deu anys, la ruptura també li va resultar immensament rendible. El patrimoni net combinat de les empreses es va multiplicar per cinc i la riquesa personal de Rockefeller va augmentar a 900 milions de dòlars.
Cal destacar que el llistat d'empreses que van sorgir com descendents de la Standard Oil avui dia són les principals companyies petrolieres, no només dels Estats Units sinó del món, sortint a la llista companyies com l'Exxon Mobil, que és la multinacional petroliera més gran de món, Chevron, que és una altra de les grans multinacionals petrolieres, ConocoPhillips, Amoco (que va ser absorbida per British Petroleum l'any 2000) i Standard Oil of Ohio, prèviament coneguda com Sohio.
En conseqüència, es pot afirmar que l'actual estructuració de les principals companyies del sector petrolífer és majoritàriament hereva de l'immens monopoli de Rockefeller, testimoni del gran poder que exerç i de l'extensa influència que va posseir i que va marcar a aquesta indústria.

## Vida privada
Pel que fa a la seva vida privada, de Rockefeller es pot dir que va gaudir de l'avantatge de l'anonimat d'aquella època. El seu nom era reconegut, però no es va veure embolicat en cap mena d'escàndol personal ni va patir la persecució directa dels periodistes, que no obstant això van criticar sistemàticament les despietades pràctiques de les seves empreses, crítiques que finalment van contribuir de manera decisiva al decret de les lleis que el van obligar a disgregar el seu monopoli. Des de jove, John Davison Rockefeller va mostrar un caràcter reservat. Sempre s'esforçava al màxim en què feia i la seva intel·ligència per als negocis era innegable, però mantenint-se en un discret segon pla.
És considerat l'home més ric de la història, avaluant la seva fortuna el 1400 milions de dòlars o el 1,53% del 'PIB nord-americà de l'època, el que ajustat a la inflació equivaldria el 2007 a 663.400 milions de dòlars americans.

### Matrimoni
Rockefeller es va casar amb Laura Celestia Spelman, una professora de Nova York, amb qui va estar casat fins a la seva mort i amb qui va tenir cinc fills: Elizabeth, Alice, Alta, Edith i un únic fill home, John Davison Rockefeller Jr., qui heretaria el seu vast imperi després de la seva mort. La seva vida familiar va transcórrer entre les seves múltiples residències i la casa de nou plantes a Nova York, que va ser on més temps va passar.

## Final de la seva vida

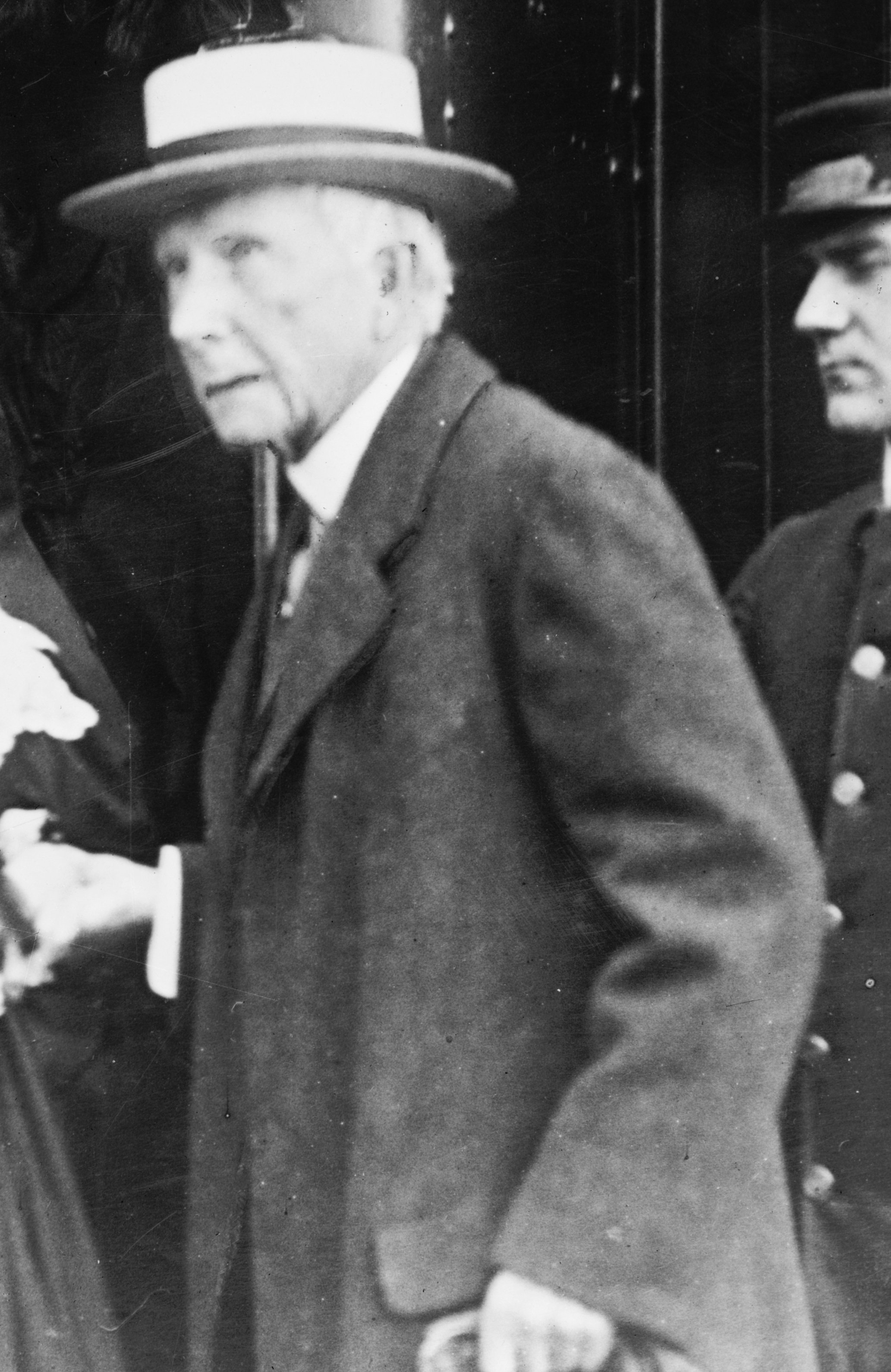
Rockefeller el 1911

Als cinquanta-tres anys, la seva salut va començar a empitjorar. Amb diverses malalties digestives, va perdre el cabell, va aprimar i se li van enfonsar les espatlles. Amb l'esquena encorbada, va arribar a tenir l'aparença d'un home molt més petit del que en realitat era. Tot just podia mantenir-se en peu. Amb els seus recursos econòmics va buscar tractaments costosos, però la seva salut no va millorar. Va ser llavors quan va començar a baixar el seu ritme de treball, a descansar més i a alimentar-se millor. D'aquesta manera, la seva salut va anar millorant.
Rockefeller, després de la separació en trenta empreses diferents de la seva gegantina petroliera Standard Oil, i després del seu retir com a president del seu vast imperi el 1911, va centrar la seva atenció sobretot en les seves activitats filantròpiques i en el seu més ambiciós projecte en l'àmbit immobiliari, la construcció del Rockefeller Center. Seria el seu fill, John Davison Rockefeller Jr., qui gestionaria i completaria la construcció del projecte, que seria el més gran i més important centre empresarial de país i probablement del món en el seu moment, sent encara avui dia un actiu immobiliari de primer ordre.
John D. Rockefeller mai va poder veure acabat el Centre que porta el nom de la família, a causa de la seva mort el 23 de maig de 1937 a la seva residència d'Ormond Beach, Florida, als noranta-vuit anys d'edat. Va ser enterrat al Lake View Cemetery, a Cleveland, la ciutat que va veure néixer el seu immens imperi.

## Creences i ètica
Rockefeller era molt ferm respecte a tot el que conformava la seva personalitat. Quant a les seves creences, era fermament fidel a la seva església, la baptista, i quant a la seva ideologia, era extremadament rígid pel que fa al seu paradigma organitzatiu, de planificació i d'administració monetària i del seu temps.
Quant a la seva tendència política, sempre va donar suport al Partit Republicà.
Després hi havia la seva filosofia empresarial, la qual es basava en un ideal de professionalisme, atès que creia i aplicava la idea que només els millors, amb més experiència, amb més títols i millor preparació i determinació, havien de treballar per a ell. Aquesta filosofia es complementava amb el seu ideal de dominació i creixement il·limitat dels seus negocis, creant així una idea general, que ratlla directament en el darwinisme social, sota la clàssica creença que només els millors triomfen.
De fet, aquest ideal va ser representat per ell en la seva reflexió denominada «American Beauty» (Bellesa americana).

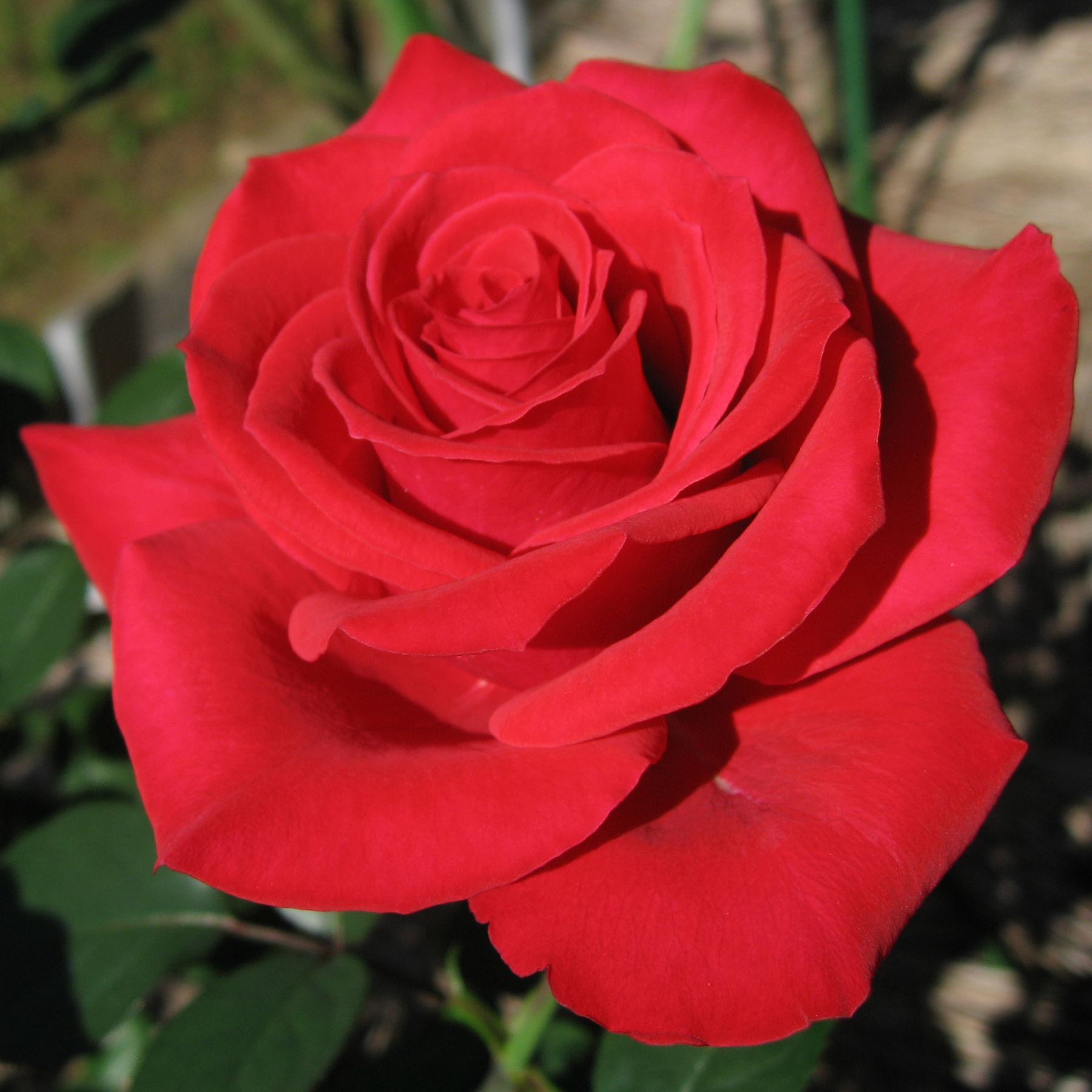
Rockefeller utilitza com a referència a la rosa americana, per explicar el seu punt de vista, amb la famosa frase de "American Beauty"

Aquesta frase representa, en més d'un sentit, la visió capitalista del mateix Rockefeller i, per tant, del darwinisme social, és la més representativa de totes les frases o reflexions que s'hagin fet sobre aquesta línia de pensament.

## Fortuna personal
A causa de la seva vasta fortuna, Rockefeller va aconseguir convertir-se en la mateixa imatge del multimilionari nord-americà. Va posseir múltiples propietats. La seva residència principal a Nova York era la més luxosa i extensa de totes, tenint nou plantes. A més va entaular inversions en varietat d'altres entitats, financeres i productives.

## Obra filantròpica
Les donacions caritatives de Rockefeller van començar amb el seu primer treball com a empleat als setze anys, quan va donar el 6% dels seus guanys per als pobres, com es registra en el seu llibre de comptabilitat personal. Per quan tenia vint anys, les seves donacions benèfiques excedien el deu per cent dels seus ingressos. Gran part de les seves donacions estaven relacionades amb l'església. La seva església es va afiliar més tard a la Convenció Baptista del nord, que es va formar a partir dels baptistes nord-americans del nord per establir escoles i universitats per a esclaus negres lliberts al sud dels Estats Units després de la Guerra de Secessió. Rockefeller assistia a esglésies baptistes tots els diumenges; quan viatjava, sovint assistia a serveis de congregacions afroamericanes, deixant importants donacions. A mesura que la riquesa de Rockefeller va créixer, també ho van fer les seves donacions, principalment per causes educatives i de salut pública, però també per a les ciències bàsiques i les arts. Va ser assessorat principalment per Frederick Taylor Gates després de 1891, i després de 1897, també pel seu fill.
Suposadament va ser influït per Swami Vivekananda després d'una reunió a 1893, que el va instar a usar els seus recursos per ajudar les persones pobres i en dificultats.
Rockefeller creia en el moviment d'eficiència, argumentant que: "Ajudar a una escola ineficient, mal situada i innecessària és un malbaratament; ... és molt probable que s'hagi desaprofitat prou diners en projectes educatius imprudents per a construir un sistema d'educació superior nacional adequat a les nostres necessitats, si els diners s'hagués dirigit adequadament a aquest fi".
Juntament amb els seus assessors, va inventar la subvenció condicional, que requeria que el receptor "arrelés la institució en l'afecte de la quantitat més gran de persones possible que, com a contribuents, es preocupen personalment, i després es pot comptar que brindi a la institució el seu interès vigilant i cooperació".
L'any 1884 va proporcionar importants fons per al Seminari Femení Baptista d'Atlanta per a dones afroamericanes, que va esdevenir el Spelman College. la seva dona, Laura Spelman Rockefeller, es va dedicar als drets civils i a assolir la igualtat per a les dones. John i Laura van donar diners i van donar suport al Seminari Baptista Femení d'Atlanta, la missió estava en línia amb les seves creences basades en la fe. Avui se la coneix com Spelman College, una universitat o universitat històrica de dones negres que porta el nom de la família de la Laura. La família Spelman, els sogres de Rockefeller, juntament amb John Rockefeller van ser fervents abolicionistes abans de la Guerra Civil i es van dedicar a donar suport a les organitzacions que facilitaven la fugida d'esclaus des del sud per al seu alliberament. John Rockefeller va quedar impressionat per la visió de l'escola i es va fer càrrec dels seus deutes. L'edifici més antic existent al campus de Spelman, Rockefeller Hall, porta el seu nom També va fer considerables donacions a la Universitat Denison i a altres universitats baptistes.

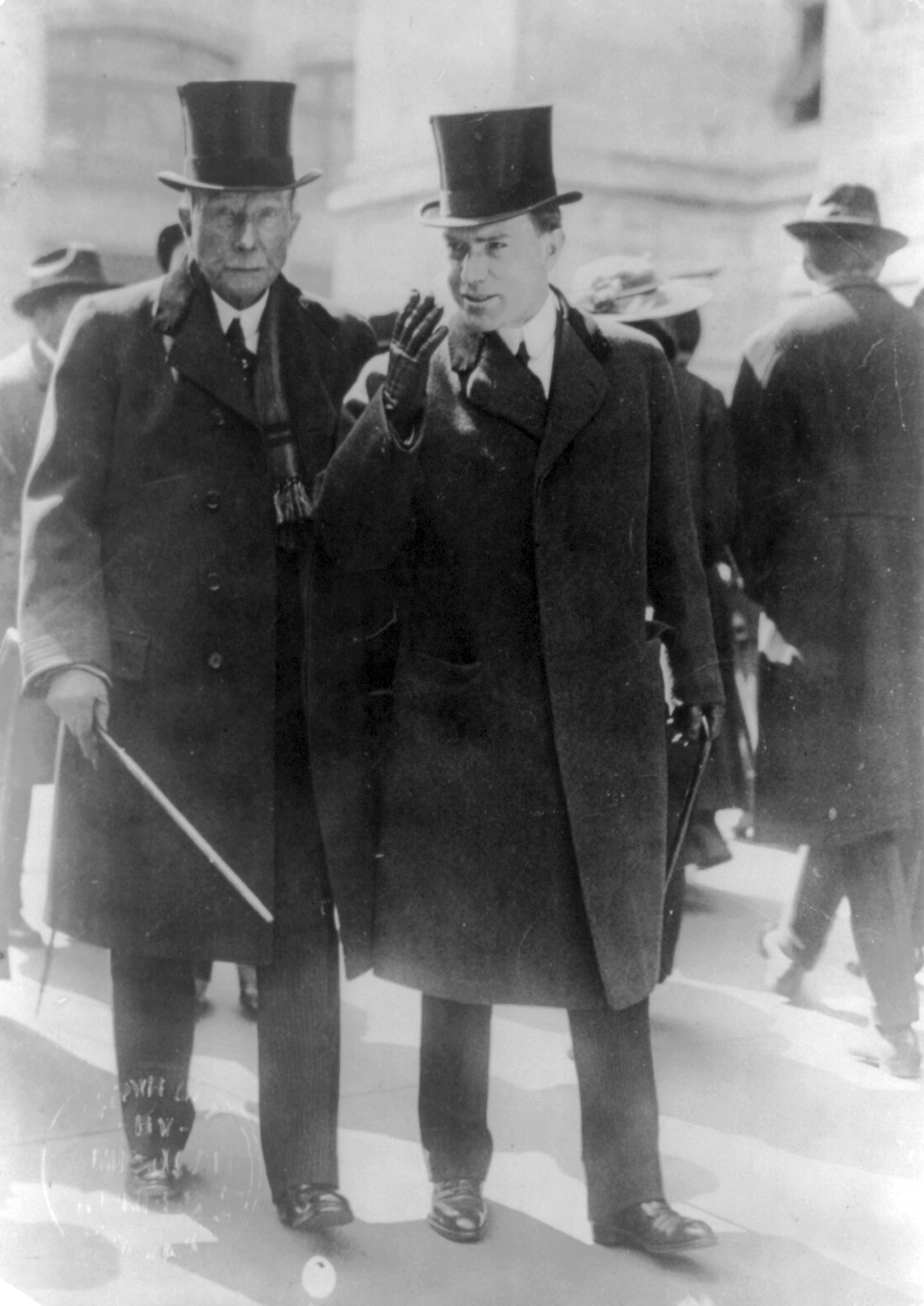
Rockefeller i el seu fill John D. Rockefeller Jr. l'any 1915

Va donar 80 milions de dòlars a la Universitat de Chicago dirigida llavors per William Rainey Harper, convertint una petita universitat baptista en una institució de classe mundial l'any 1900. També va atorgar una subvenció a la junta de missions estrangeres dels Missioners Baptistes Americans, per establir el 1905 la Universitat Central de les Filipines, la primera església baptista i la segona universitat nord-americana a Àsia, en la molt catòlica Filipines.
El General Education Board de Rockefeller, organització fundada el 1903, es va establir per promoure l'educació en tots els nivells a tot el país. d'acord amb les missions històriques dels baptistes, va ser especialment activa en el suport a les escoles negres al sud. També va proporcionar suport financer a institucions de l'est ja establertes, com la Universitat Yale, La Universitat Harvard, Columbia, Brown, Bryn Mawr, Wellesley i Vassar.
Per consell de Gates, Rockefeller es va convertir en un dels primers grans benefactors de la medicina. L'any 1901, va fundar l'Institut Rockefeller d'Investigació Mèdica a la ciutat de Nova York. Va canviar el seu nom a Universitat Rockefeller el 1965, després d'expandir la seva missió per incloure l'educació de postgrau. Està relacionada amb 23 premis Nobel. Va fundar la Comissió Sanitària Rockefeller el 1909, una organització que finalment va erradicar la malaltia causada per un cuc paràsit anomenada  ancilòstom , que havia plagat durant molt de temps les zones rurals del Sud dels Estats Units. La seva Junta d'Educació General va tenir un gran impacte al finançar les recomanacions del "Flexner Report" de 1910. L'estudi havia estat realitzat per la Fundació Carnegie per a l'Avanç de l'Ensenyament.
Rockefeller va crear la Fundació Rockefeller l'any 1913 per continuar i ampliar l'abast de la feina de la Comissió Sanitària, que es va tancar el 1915.
Va donar gairebé 250 milions de dòlars a la fundació, que es va centrar en la salut pública, la capacitació mèdica i les arts. També va finançar l' Escola Johns Hopkins d'Higiene i Salut Pública, la primera del seu tipus. Va convertir el Peking Union Medical College a la Xina en una institució notable. la fundació va contribuir durant la Primera Guerra Mundial a l'ajuda de guerra, i va emprar a William Lió Mackenzie King del Canadà per estudiar-les relacions industrials.
En la dècada de 1920, la Fundació Rockefeller va finançar una campanya d'erradicació de anquilostomes a través de l' International Health Division. Aquesta campanya va utilitzar una combinació de política i ciència, juntament amb la col·laboració entre els treballadors de la salut i els funcionaris governamentals per aconseguir els seus objectius.
La quarta institució de filantropia principal de Rockefeller, la Fundació Laura Spelman Rockefeller Memorial, va ser creada el 1918. a través d'aquesta organització, va donar suport al treball en els estudis socials. Posteriorment va ser absorbida per la Fundació Rockefeller.
Rockefeller es va fer conegut en la seva vida posterior per la pràctica de regalar monedes de deu centaus a adults i monedes de cinc centaus als nens allà on fos. Fins i tot va donar monedes de deu centaus com un gest divertit a homes rics, com al magnat de la fabricació de pneumàtics Harvey Samuel Firestone.